# Skeena
De Skeena is de op een na langste rivier die in zijn geheel door de Canadese provincie Brits-Columbia stroomt, na de Fraser.
De rivier heeft een lengte van 570 km en mondt uit in de Stille Oceaan in de Chatham Sound, net ten zuiden van de havenstad Prince Rupert. Het bekken van de rivier heeft een oppervlakte van 54.400 km2 en de gemiddelde jaarlijkse waterverplaatsing heeft bij de monding een volume van 1.760 m3 per seconde. Belangrijke zijrivieren van de Skeena zijn de Babine en de Bulkley.
De Skeena is altijd al van belang geweest als goede verbinding in de wijde regio. De oorspronkelijke bewoners van het gebied hebben zich zelfs naar de rivier genoemd, de Tsimshian ("Volk uit de nevelrivier" oftewel de Skeena) en de Gitxsan ("Volk van de Skeena"). Tijdens de kolonisatie en voornamelijk tijdens de periode van de Omineca-goudkoorts, was er een stoombootverbinding tussen de monding en Hazelton, vanwaar paden verder liepen naar de goudwingebieden. Verder werd deze verbinding gebruikt voor het vervoeren van bont.
- Library of Congress Control Number: sh85123116
- Nationale Bibliotheek van Israël: 987007546132205171
- Virtual International Authority File: 316390170
- WorldCat: E39PBJqVQVkDWQGWHPtXxMhyh3